# Ochropleura musivula
Ochropleura musivula là một loài bướm đêm trong họ Noctuidae.